# Cytat armeński

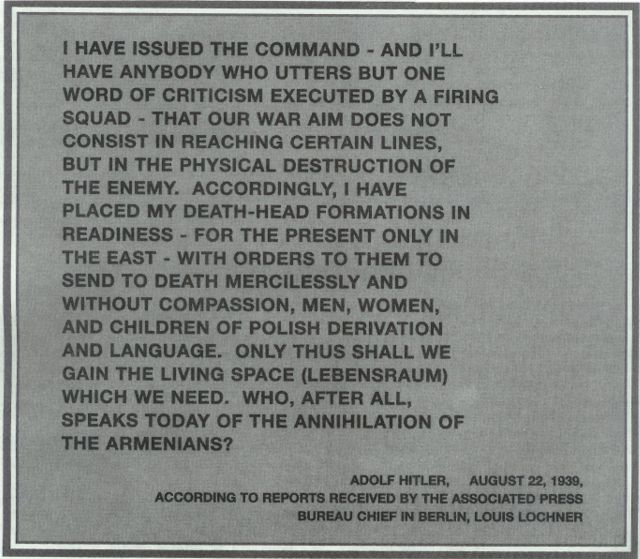
Cytat armeński Adolfa Hitlera wyeksponowany w Muzeum Holocaustu w Waszyngtonie

Cytat armeński – potoczna nazwa ustępu przypisywanego Adolfowi Hitlerowi z jego przemówienia do dowódców Wehrmachtu wygłoszonego w jego domu w Obersalzbergu 22 sierpnia 1939 roku, na tydzień przed niemiecką inwazją na Polskę.

## Historia
Tzw. cytat armeński miał jakoby paść w czasie drugiego przemówienia Adolfa Hitlera, jakie wygłosił on w Obersalzbergu 22 sierpnia 1939 roku do generalicji Wehrmachtu w uzasadnieniu decyzji agresji na Polskę. Stanowi on wyrwany z kontekstu fragment większej przemowy, w której wódz III Rzeszy nakreślił ogólne zasady wojny z Polską oraz określił jej termin na 26 sierpnia 1939.
Autentyczność tego cytatu jest przedmiotem polemiki. Przemówienie Hitlera znalazło się w dokumentach procesu norymberskiego, ale zostało zakwestionowane przez obronę i nie uwzględniono go jako oficjalnego dokumentu oskarżenia. W polskim tłumaczeniu wydrukowanym w jednej z publikacji w latach 70. nie ma nawiązania do rzezi Ormian.
Treść cytatu nawiązuje do ludobójstwa dokonanego na Ormianach, jednego z krwawych epizodów I wojny światowej w imperium osmańskim, podczas którego Turcy i Kurdowie wymordowali 1,5 mln rdzennych mieszkańców Armenii. Cytat obecnie jest wyeksponowany na jednym z murów amerykańskiego Muzeum Holokaustu w Waszyngtonie.

## Treść cytatu
Trzeci paragraf tak zwanego L-3 dokumentu zawierającego przemówienie Hitlera brzmi w języku niemieckim:
Unsere Stärke ist unsere Schnelligkeit und unsere Brutalität. Dschingis Khan hat Millionen Frauen und Kinder in den Tod gejagt, bewußt und fröhlichen Herzens. Die Geschichte sieht in ihm nur den großen Staatengründer. Was die schwache westeuropäische Zivilisation über mich behauptet, ist gleichgültig. Ich habe den Befehl gegeben – und ich lasse jeden füsilieren, der auch nur ein Wort der Kritik äußert – daß das Kriegsziel nicht im Erreichen von bestimmten Linien, sondern in der physischen Vernichtung des Gegners besteht. So habe ich, einstweilen nur im Osten, meine Totenkopfverbände bereitgestellt mit dem Befehl, unbarmherzig und mitleidslos Mann, Weib und Kind polnischer Abstammung und Sprache in den Tod zu schicken. Nur so gewinnen wir den Lebensraum, den wir brauchen. Wer redet heute noch von der Vernichtung der Armenier?
W języku angielskim ten cytat przetłumaczono następująco:
Our strength is our quickness and our brutality. Genghis Khan had millions of women and children hunted down and killed, deliberately and with a light heart. History sees in him only the great founder of States. What the weak Western European civilization alleges about me, does not matter. I have given the order–and will have everyone shot who utters but one word of criticism–that the aim of {translator: this} war does not consist in reaching certain {translator: geographical} lines, but in the enemies’ physical elimination. Thus, for the time being only in the east, I put ready my Death’s Head units, with the order to kill without pity or mercy all men, women, and children of the Polish race or language. Only thus will we gain the living space that we need. Who still talks nowadays of the extermination of the Armenians?
W języku polskim cytat brzmi w skróconej wersji:
Naszą siłą jest nasza szybkość i brutalność. Dżyngis Chan rzucił miliony kobiet i dzieci na rzeź z premedytacją i z lekkim sercem – historia widzi w nim tylko wielkiego założyciela państw. To, co mówią o mnie słabe cywilizacje zachodnioeuropejskie, nie ma dla mnie żadnego znaczenia. Wydałem rozkaz – i każę rozstrzelać każdego, kto wyrazi choć jedno słowo krytyki – że celem wojny nie jest osiągnięcie jakiejś linii geograficznej, ale fizyczna eksterminacja wrogów. Obecnie tylko na wschodzie umieściłem oddziały SS Totenkopf, dając im rozkaz nieugiętego i bezlitosnego zabijania wszystkich mężczyzn, kobiet i dzieci polskiej rasy i języka, bo tylko tą drogą zdobyć możemy potrzebną nam przestrzeń życiową. Kto w naszych czasach jeszcze mówi o eksterminacji Ormian?